# Fashion Sakala
Junior Fashion Sakala (Chipata, 14 de março de 1997) é um futebolista zambiano que joga como atacante. Atualmente, joga pelo Al-Fayha e pela equipe nacional da Zâmbia.

## Carreira em clubes
Após jogar por Nchanga Rangers e Zanaco em seu país, Sakala assinou com o Spartak Moscou em fevereiro de 2017, sendo colocado no time reserva dos Krasno-Belye, pelo qual atuou em 35 jogos e marcou 10 gols. Deixou a Rússia após uma temporada sem conseguir entrar em campo nenhuma vez pela equipe principal do Spartak, assinando com o Oostende (Bélgica) em julho de 2018. Pelos Kustboys, o atacante disputou 102 jogos oficiais e marcou 31 gols no total.
Em maio de 2021, Sakala assinou um pré-contrato com o Rangers válido por 4 anos. A estreia pelos Teddy Bears foi em julho do mesmo ano, na vitória por 3 a 0 sobre o Livingston, marcando seu primeiro hat-trick pela equipe na vitória por 6 a 1 sobre o Motherwell.
Após 2 temporadas com a camisa do Rangers (91 jogos e 24 gols), o atacante foi contratado pelo Al-Fayha em agosto de 2023.

## Seleção Zambiana
Sakala representou as seleções de base da Zâmbia (10 jogos e 7 gols no time Sub-20 e uma partida no Sub-23), tendo vencido a Copa Africana Sub-20 de 2017 e marcando 3 gols no torneio, além de ter jogado a Copa do Mundo da categoria no mesmo ano, tendo feito 4 gols.
A estreia do atacante pela seleção principal dos Chipolopolo foi contra a Argélia, pelas eliminatórias da Copa de 2018, sendo expulso aos 56 minutos. Convocado para a Copa Africana das Nações de 2023, participou dos 3 jogos da Zâmbia na competição, mas não evitou a eliminação na fase de grupos.

## Títulos

### Clubes
Zanaco
- Campeonato Zambiano: 2016

Rangers
- Copa da Escócia: 2021–22[15]
- UEFA Youth League : 2016–17[16]

### Internacional
Zâmbia Sub-20
- Copa COSAFA Sub-20: 2016[17]
- Taça das Nações Africanas Sub-20 : 2017